# Айвън Морис
Айвън Айра Есме Морис (на английски: Ivan Morris) е английски писател и преподавател в областта на японските изследвания.

## Биография
Айвън Морис е роден на 29 ноември 1925 г. в Лондон, от смесено американско и шведско потекло в семейството на Едита Морис и Айра Виктор Морис (син на дипломата Айра Нелсън Морис и внук на опаковчика на месо Нелсън Морис). Учи в Гордънстоун, преди да завърши Академията на Филипс. Започва да изучава японски език и култура в Харвардския университет, където получава бакалавърска степен. Получава докторска степен в Школата за ориенталски и африкански изследвания в Лондон. Пише обширно за съвременна и древна Япония и превежда множество класически и съвременни литературни произведения. Иван Морис е един от първите преводачи, изпратени в Хирошима след взрива на бомбата.
Морис служи във факултета на Колумбийския университет от 1960 до 1973 г. и е председател на катедрата по източноазиатски езици и култури в Колумбия от 1966 до 1969 г. През 1966 г. е избран за член на колежа „ Свети Антоний“, Оксфорд. Той е един от основателите на Амнести Интернешънал САЩ и е първият председател на неговия борд на директорите от 1973 до 1976 г. Той е приятел на Юкио Мишима ; пише „Благородството на провала“ отчасти, за да повдигне въпроса за обстоятелствата около смъртта на Мишима в исторически контекст. Книгата е посветена на Мишима.

### Личен живот
Морис се жени няколко пъти. Първата му съпруга е южноафриканка. Втората му съпруга е балерината Огава Абако. За трети път се жени за Нобуко Уениши. 
Айвън Морис умира от сърдечна недостатъчност на 19 юли 1976 г. в Италия.

## Трудове
- Национализмът и десницата в Япония: Изследване на следвоенните тенденции, Oxford University Press, 1960.[2]
- Светът на блестящия принц: Съдебен живот в древна Япония , Алфред А. Нопф 1964 г.
- Речник на избрани форми в класическата японска литература Columbia University Press, 1966
- Приказката за свитъка на Генджи, Коданша, 1971 г.
- Благородството на провала: Трагични герои в историята на Япония, Холт, Райнхарт и Уинстън, 1975 г.

### Преводи
- Докато пресичах мост на мечтите ( Сарашина Ники), The Dial Press 1971.
- Записки под възглавката на Сей Шонагон, Oxford University Press, 1967 г.
- Пътешествието, от Jirō Osaragi, Charles E. Tuttle, 1967
- Живот на влюбена жена от Ихара Сайкаку, ЮНЕСКО/Книги за нови посоки 1963
- Храмът на Златния павилион, от Юкио Мишима. Кнопф, 1959 г.
- Пожари на равнината, от Оока Шохей, Martin Secker & Warburg 1957
- Пелени (разказ) от Юкио Мишима, Ню Дайрекшън Публишинг 1966.

### Редактирани произведения
- Съвременни японски истории, Чарлз Е. Татъл, 1962 г.
- Масао Маруяма, Мисъл и поведение в съвременната японска политика, Oxford University Press 1963
- Япония, 1931 – 45: Милитаризъм, фашизъм, японизъм ?, Хийт, 1963
- Пъзелите на книгата-възглавница, Бодли Хед, 1969 г.
- Лудо пеене в планините: Оценка и антология на Артър Уейли , Уокър, 1970